# Trachyphonus
Trachyphonus är ett fågelsläkte i familjen afrikanska barbetter inom ordningen hackspettartade fåglar, med fyra arter:
- Tofsbarbett (T. vaillantii)
- Termitbarbett (T. erythrocephalus)
- Pärlbarbett (T. margaritatus)
- Bomabarbett (T. darnaudii)